# NASA Pathfinder
Los modelos de la NASA: Pathfinder y Pathfinder Plus, fueron las primeras dos aeronaves desarrolladas como parte de una serie de vehículos aéreos revolucionados, no tripulados e impulsados por energía solar y un sistema de celdas combustibles. AeroVironment, Inc. desarrolló ambas aeronaves bajo el programa ERAST (Environmental Research Aircraft and Sensor Technology) de la NASA. Fueron construidas para desarrollar nuevas tecnologías que permitieran crear aeronaves capaces de alcanzar mayor altitud, para fungir como satélites atmosféricos, capaces de realizar tareas de investigación atmosférica y servir como plataformas de comunicación. Esto fue desarrollado hasta convertirse en las aeronaves NASA Centurion y NASA Helios.

## Pathfinder
AeroVironment inició la construcción en tamaño real de la aeronave impulsada por energía solar, y los vehículos Gossamer Penguin y Solar Chalenger, a finales de 1970 e inicios de 1980, siguiendo el trabajo pionero de Robert Boucher, quien construyó el primer modelo volador impulsado por energía solar en 1974. Bajo el programa ERAST, AeroVironment construyó cuatro generaciones de vehículos no tripulados de larga duración (UAV´s), de los cuales el primero fue el modelo Pathfinder.
Desarrollo
En 1983, AeroVironment obtuvo recursos de una agencia desconocida del gobierno de los Estados Unidos para investigar de manera secreta un concepto de UAV designado como “Solar de gran altitud” o por sus siglas en inglés HALSOL (High Altitude Solar). El prototipo HALSOL voló por primera vez en junio de 1983. Nueve de los vuelos HALSOL tomaron lugar en Groom Lake, Nevada. Los vuelos eran dirigidos por medio de radio control y usando baterías recargables dado que la aeronave aún no había sido equipada con celdas solares. La aerodinámica del vehículo HALSOL fue aprobada, pero la investigación llevó a la conclusión de que ni la celda fotovoltaica ni la tecnología de almacenamiento de energía eran lo suficientemente maduras para hacer esta idea práctica para ese momento, fue entonces cuando HALSOL fue almacenado.
En 1993, después de 10 años de estar almacenado, la aeronave fue traída de vuelta para servicio activo en una misión breve de la Organización de la Defensa Contra Misiles Balísticos (BMNO por sus siglas en inglés). Con la suma de pequeños paneles solares, cinco vuelos de baja altitud de pago y envío fueron trasladados bajo el programa BMDO en la NASA; Dryden en el otoño de 1993, y principios de 1994, en una combinación de energía solar y la batería.
En 1994 la aeronave fue transferida al Programa ERAST de la NASA  para desarrollar plataformas científicas de tecnología de aeronaves. Se renombró como “Pathfinder” porque era literalmente el buscador de caminos de una flota futura de aeronaves impulsadas por energía solar que podían permanecer en vuelo por semanas o meses en muestras científicas y misiones de procesamiento de imágenes. Una serie de vuelos fue planeada para demostrar que una estructura extremadamente ligera y frágil de una aeronave con un alto nivel en la relación de aspecto, la relación entre la envergadura y la cuerda del ala, puede satisfactoriamente despegar y aterrizar de un aeropuerto, y volar a altitudes extremadamente altas (entre 50 000 pies (15240 m) y 80 000 pies (24384m)) impulsado por energía solar. Además, el Proyecto ERAST también quiere determinar la factibilidad de un UAV para llevar instrumentos usados en una variedad de estudios científicos.
El 21 de octubre de 1995, la fragilidad de las aeronaves fue acertadamente demostrada cuando fue seriamente dañada en un accidente de Hangar, pero fue reconstruida posteriormente.
Descripción de la aeronave
La Pathfinder era impulsada por ocho motores eléctricos – posteriormente reducidos a seis- que en un principio eran impulsados por baterías. Tenía una envergadura de 98.4 pies (29,99232m). Dos vainas inferiores de las alas contenían el tren de aterrizaje, baterías, sistema de instrumentación y la computadora de control del vuelo. Para ese entonces, la aeronave fue adoptada dentro del proyecto ERAST a finales de 1993, las celdas solares comenzaron a ser añadidas, eventualmente cubriendo en su totalidad la superficie superior del ala. Las celdas solares proveían energía para los motores eléctricos de la aeronave, la aviónica, las comunicaciones y otros sistemas electrónicos. La Pathfinder también tenía una batería de reserva que podía proporcionar entre dos a cinco horas de energía para permitir el vuelo de duración limitada después del anochecer.
La Pathfinder vuela a una velocidad aérea de solo 15 millas por hora (24,14016 km/h) a 25 millas por hora (40,2336 km/h). El control de tono se mantiene mediante el uso de pequeños ascensores en el borde de salida del ala de control de la curva y se logra reduciendo la velocidad o la aceleración de los motores en las secciones exteriores del ala.
Pruebas de vuelo y récords
Las actividades de la Pathfinder a un nivel de ciencia mayor han incluido la detección del estado de los nutrientes del bosque, la reforestación después del daño causado por el huracán Iniki en 1992, la concentración de sedimento y de alga en las zonas de costa y la evaluación de la salud de los arrecifes de coral. Las actividades científicas son coordinadas por el centro de investigación Ames de la NASA e incluye investigaciones en la Universidad de Hawái y en la Universidad de California. El vuelo del Pathfinder probó dos ERAST, instrumentos científicamente desarrollados, un DASI (Digital Array Scanner Interferometer) de alta resolución espectral y un ARTIS (Airbone Real-Time Imaging System) de alta resolución espacial, ambos desarrollados en Ames. Estos vuelos fueron realizados en altitudes entre los 22 000 pies (6705,6 m) y los 49 000 pies (14 935,2 m) en 1997.
El 11 de septiembre de 1995, el Pathfinder estableció un récord de altitud no oficial para las aeronaves impulsadas por energía solar de 50 000 pies (15 240 m) en un vuelo con duración de 12 horas desde el Centro Dryden de Investigaciones de Vuelo de la NASA. Este y los récords subsecuentes de la Pathfinder fueron solicitados por la NASA para que continuaran de manera “no oficial”, dado que no fueron validadas por la Federación de Aeronáutica Internacional, que es el organismo sancionador internacionalmente reconocido de los récords de aviación mundial. La asociación nacional de aeronáutica presentó el equipo industrial de la NASA ERAST con un reconocimiento por ser uno de los 10 récords de vuelos más memorables de 1995.
Después de amplias modificaciones, la aeronave fue llevada a las instalaciones del rango de misiles del pacífico de la armada de los Estados Unidos PMRF (por sus siglas en inglés, Pacific Missile Range Facility) en la isla hawaiana de Kauai. En uno de los siete vuelos realizados entre primavera y verano de 1997, la Pathfinder alcanzó la altitud récord para aeronaves impulsadas por energía solar como también el récord de aeronaves de hélice, alcanzando 71 530 pies (21 802,344m) el 7 de julio de 1997. Durante esos vuelos, la Pathfinder llevó dos instrumentos ligeros de imágenes para saber más acerca de los ecosistemas terrestres y marítimos de la isla, demostrando el potencial de tal aeronave como plataforma de investigación científica.

## Pathfinder-Plus

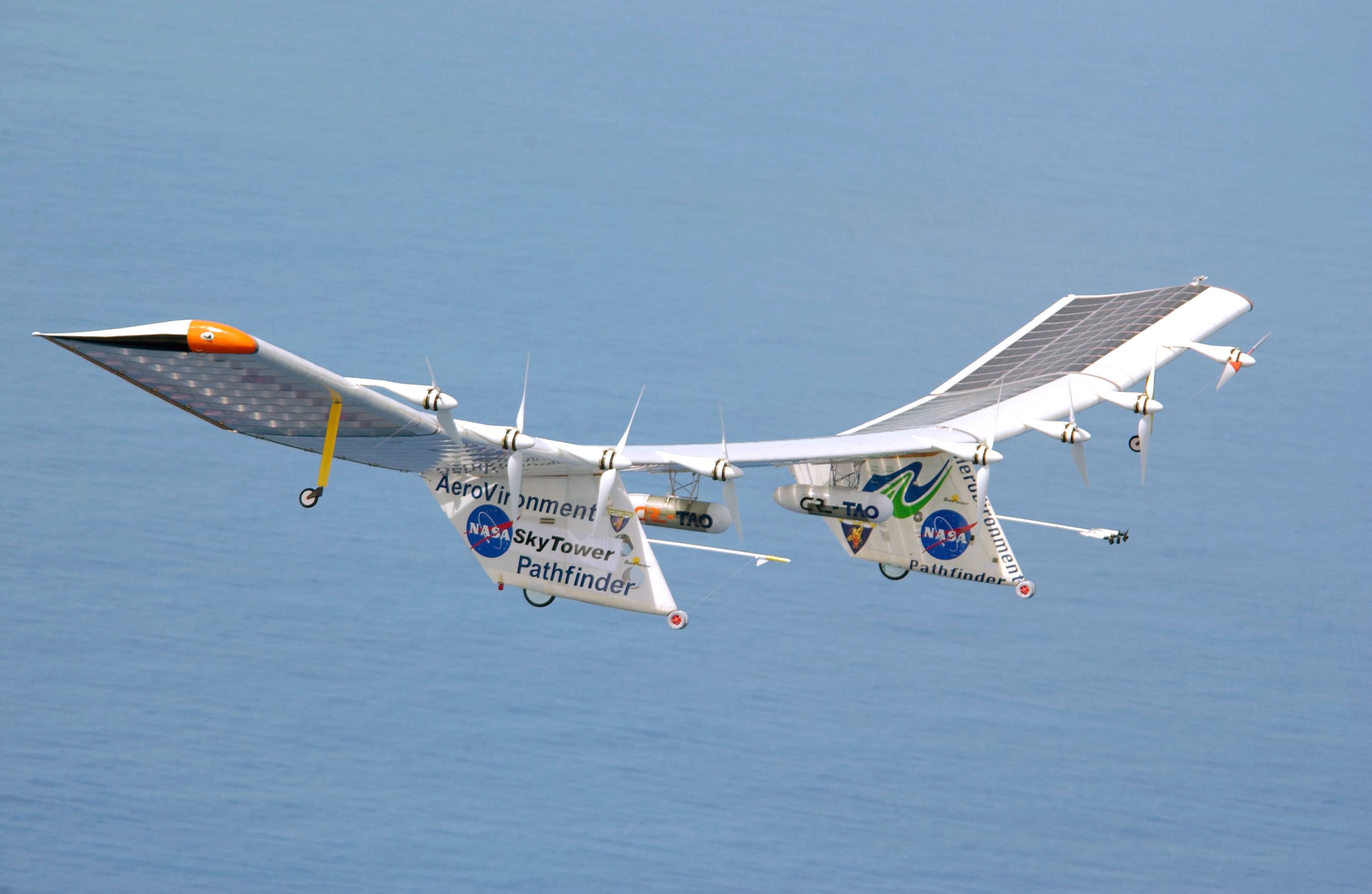
Pathfinder Plus en vuelo sobre Hawái, junio de 2002, equipado con equipamiento de telecomunicaciones Skytower

Durante 1998, la Pathfinder fue modificada a la versión Pathfinder-Plus con una configuración de alas más largas. Usaba cuatro de cinco secciones del ala original del Pathfinder, pero sustituyendo con una nueva sección de centro de alas más larga de 44 pies de largo (13,4112 m), que incorporaba una superficie sustentadora de mayor altitud diseñada para el seguimiento en Centurion / Helios. Esta nueva sección era el doble de larga que la original, e incrementó el promedio de envergadura de la nave de 98,4 pies (29,99232 m) a 121 pies (36,8808 m). La nueva sección central fue rematada por celdas solares de silicón más eficaces, desarrolladas por la corporación SunPower de Sunnyvale, California. Podía convertir casi el 19% de la energía solar que recibían a energía eléctrica útil para cargar motores de aeronaves, aviónica y los sistemas de comunicación, en comparación del 14% de eficiencia de las celdas solares antiguas que cubrían en su mayoría la superficie del medio y del exterior del ala del Pathfinder original. El poder potencial máximo fue impulsado de 7,500 watts presentes en la Pathfinder a cerca de 12,500 watts en la Pathfinder Plus. El número de motores eléctricos se incrementó a ocho, y los motores usados fueron unidades más potentes, diseñadas para la aeronave de seguimiento.
El desarrollo de vuelos de la Pathfinder-Plus realizados en el PMRF en verano de 1998, validaron la energía, la aerodinámica y los sistemas tecnológicos para su sucesor, el modelo Centurion. El 6 de agosto de 1998, la Pathfinder-Plus probó su diseño superando el récord de altitud nacional a 80 201 pies (24 445,2648 m) para aeronaves impulsadas por energía solar y hélices accionadas.
Pruebas de satélite atmosférico
En julio de 2002, la Pathfinder-Plus llevó a bordo equipo de enlaces de comunicaciones comerciales desarrollados por Skytower, Inc., una subsidiaria de AeroVironment, en una prueba de la utilización de la aeronave como una plataforma de difusión. Skytower, en colaboración con la NASA y el ministro de Telecomunicaciones Japonés, probaron el concepto de “satélite atmosférico” utilizando con éxito la nave para transmitir tanto señales de TV en alta definición, así como una señal de comunicaciones inalámbricas IMT-2000 de 65 000 pies (19,812m), dándole a la aeronave lo equivalente a una torre de transmisión de 12 millas (19,312128 km) de alto. Debido al ángulo lookdown de la aeronave, la transmisión utilizó solo un watt de poder, o 1/10,000 del poder requerido por una torre terrestre para proveer la misma señal. De acuerdo con Stuart Hindle, Vicepresidente de Estrategia y Desarrollo de Negocios para SkyTower, “Las plataformas SkyTower son básicamente geoestacionarios sin el retardo de tiempo”. Además, Hindle dice que este tipo de plataformas que vuelan en la estratosfera, a diferencia de los satélites actuales, pueden alcanzar niveles mucho más altos de uso de frecuencia. "Una plataforma SkyTower sola, puede proporcionar más de 1.000 veces la capacidad de acceso local de banda ancha fija de un satélite geoestacionario utilizando la misma banda de frecuencias, en un byte por segundo por milla cuadrada base 7”.
Ray Morgan, presidente de AeroVironment, ha descrito el concepto como, "Lo que estamos tratando de hacer es crear lo que llamamos un ´satélite atmosférico´, que opera y realiza muchas de las funciones como las haría un satélite en el espacio, pero lo hace muy cerca de la atmósfera".

## Especificaciones

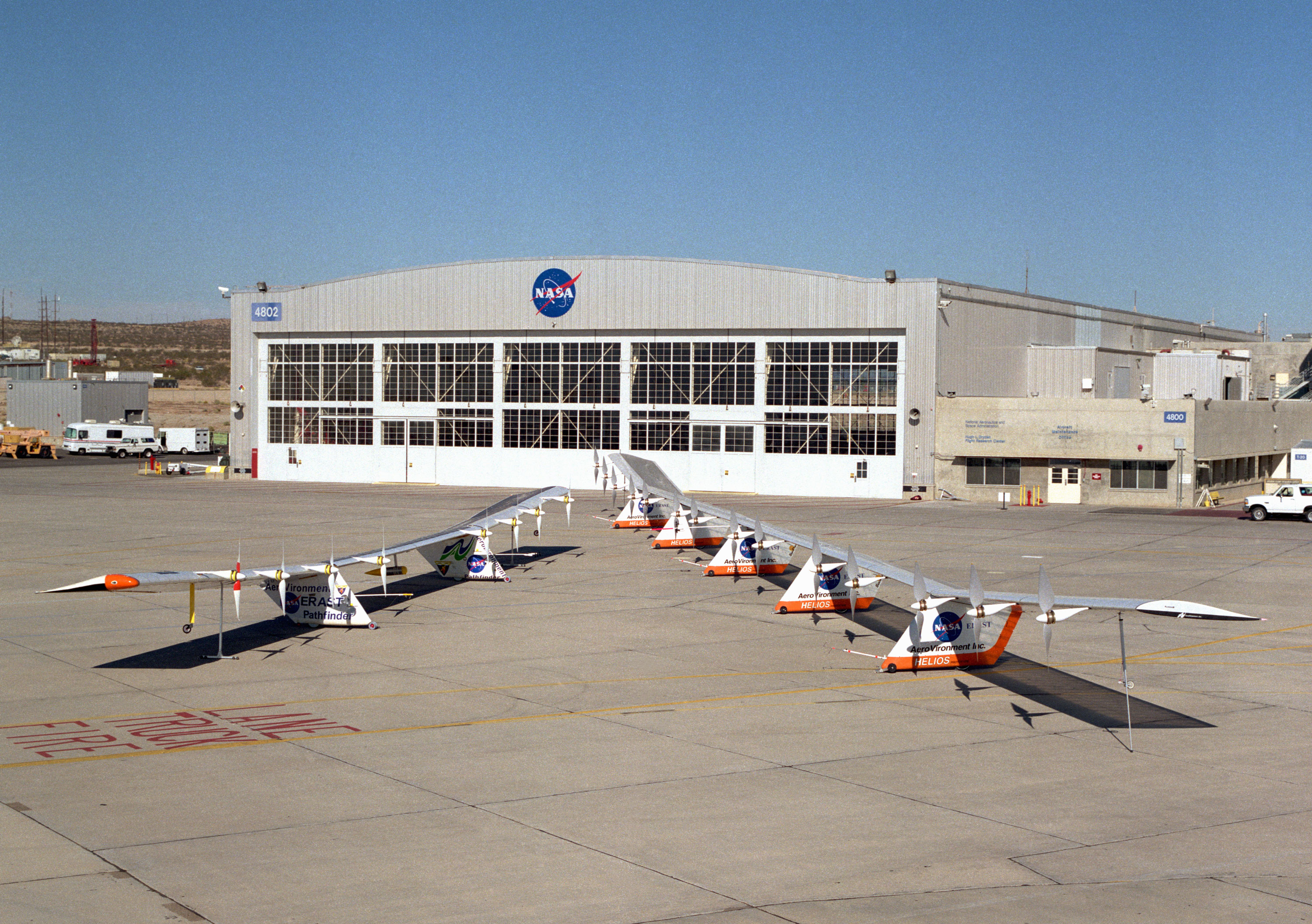
Pathfinder Plus (izquierda) y Helios Prototype (derecha) en la rampa del Dryden.

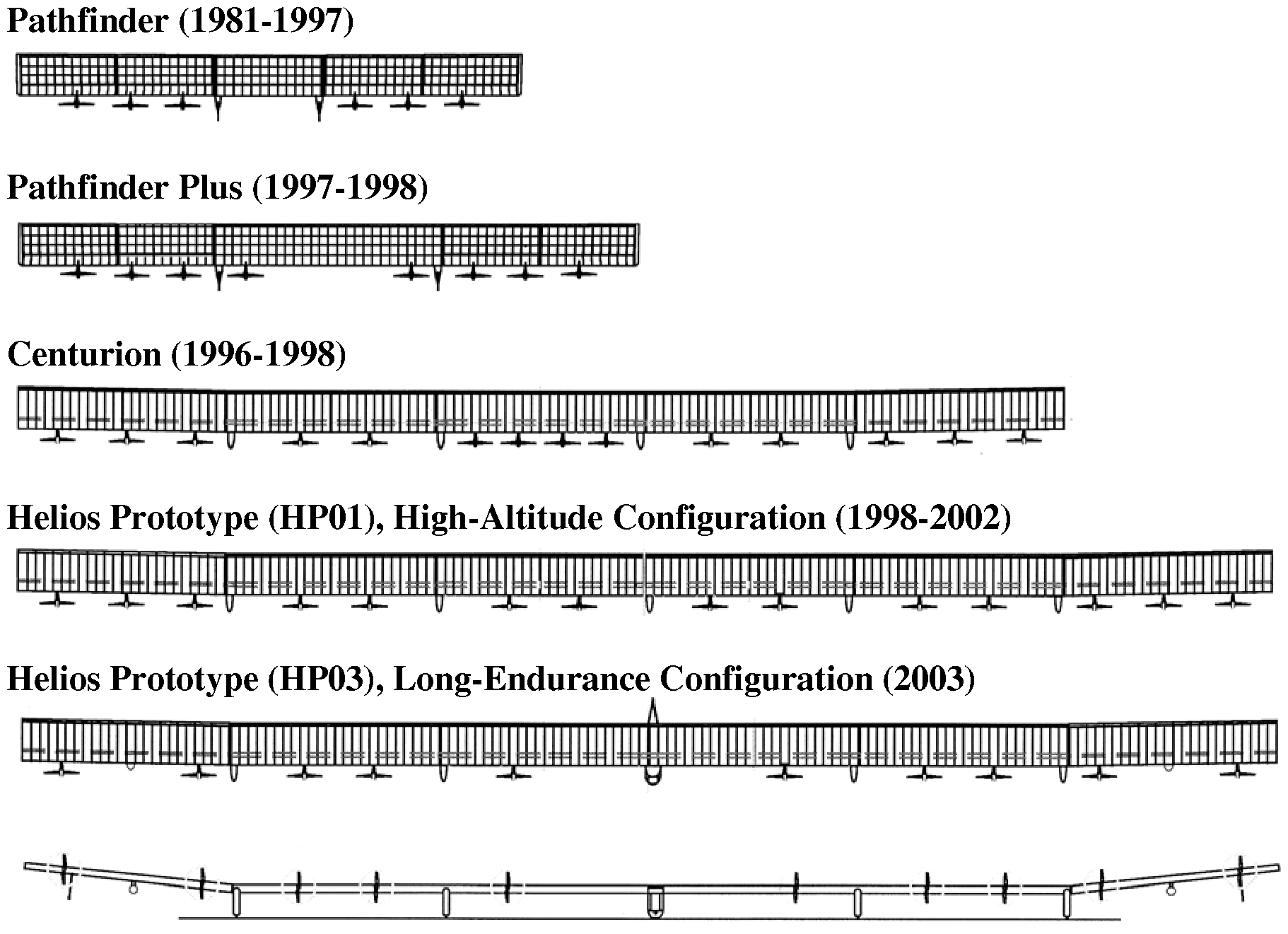
Evolución de las aeronaves AirCraft a lo largo del programa ERAST

|                             | Pathfinder                   | Pathfinder-Plus              | Centurion                    | Helios HP01                  | Helios HP03                             |
| --------------------------- | ---------------------------- | ---------------------------- | ---------------------------- | ---------------------------- | --------------------------------------- |
| Longitud ft(m)              | 12 (3.6)                     | 12 (3.6)                     | 12 (3.6)                     | 12 (3.6)                     | 16.5 (5.0)                              |
| Cuerda ft(m)                | 8 (2.4)                      | 8 (2.4)                      | 8 (2.4)                      | 8 (2.4)                      | 8 (2.4)                                 |
| Envergadura ft(m)           | 98.4 (29.5)                  | 121 (36.3)                   | 206 (61.8)                   | 247 (75.3)                   | 247 (75.3)                              |
| Relación de Aspecto         | 12 to 1                      | 15 to 1                      | 26 to 1                      | 30.9 to 1                    | 30.9 to 1                               |
| Coeficiente de planeación   | 18 to 1                      | 21 to 1                      | ?                            | ?                            | ?                                       |
| Vel. aerodinámica kts(km/h) |                              |                              | 15–18 (27–33)                | 16.5–23.5 (30.6–43.5)        | ?                                       |
| Altitud máxima ft(m)        | 71,530 (21,802)              | 80,201 (24,445)              | n/a                          | 96,863 (29,523)              | 65,000 (19,812)                         |
| Peso bruto lb(kg)           | ?                            | ?                            | ?                            | 1,322 (600)                  | ?                                       |
| Peso máximo lb(kg)          | 560 (252)                    | 700 (315)                    | ±1,900 (±862)                | 2,048 (929)                  | 2,320 (1,052)                           |
| Carga útil lb(kg)           | 100 (45)                     | 150 (67,5)                   | 100–600 (45–270)             | 726 (329)                    | ?                                       |
| Motores                     | electric, 2 hp (1.5 kW) each | electric, 2 hp (1.5 kW) each | electric, 2 hp (1.5 kW) each | electric, 2 hp (1.5 kW) each | electric, 2 hp (1.5 kW) each            |
| Número de motores           | 6                            | 8                            | 14                           | 14                           | 10                                      |
| Poder solar (kW)            | 7.5                          | 12.5                         | 31                           | 35                           | 18.5                                    |
| Energía de reserva          | Baterías                     | Baterías                     | Baterías                     | Baterías de litio            | Baterías de litio, celda de combustible |